# Епилимнион
Епилимнион (грч. epi — на, изнад и грч. limnion — језерце) је горњи топли слој воде у басену језера. Он обухвата простор од неколико сантиметара до неколико метара од површине језера. У њему је температура виша, а вода је под директним утицајем сунца и загревања. Пад температуре је правилан и допире до слоја испод, који се назива металимнион. Епилимнион је богат фитопланктоном. Језара малих дубина најчешће имају само овај слој воде, док остала два изостају.